# Tanetze de Zaragoza
Tanetze de Zaragoza är en ort i Mexiko.   Den ligger i kommunen Tanetze de Zaragoza och delstaten Oaxaca, i den sydöstra delen av landet, 400 km sydost om huvudstaden Mexico City. Tanetze de Zaragoza ligger 1 371 meter över havet och antalet invånare är 1 096.
Terrängen runt Tanetze de Zaragoza är huvudsakligen bergig, men åt sydost är den kuperad. Runt Tanetze de Zaragoza är det ganska glesbefolkat, med 47 invånare per kvadratkilometer. Närmaste större samhälle är San Ildefonso Villa Alta, 16,3 km öster om Tanetze de Zaragoza. I omgivningarna runt Tanetze de Zaragoza växer i huvudsak städsegrön lövskog.